# Брошнівський професійний лісопромисловий ліцей

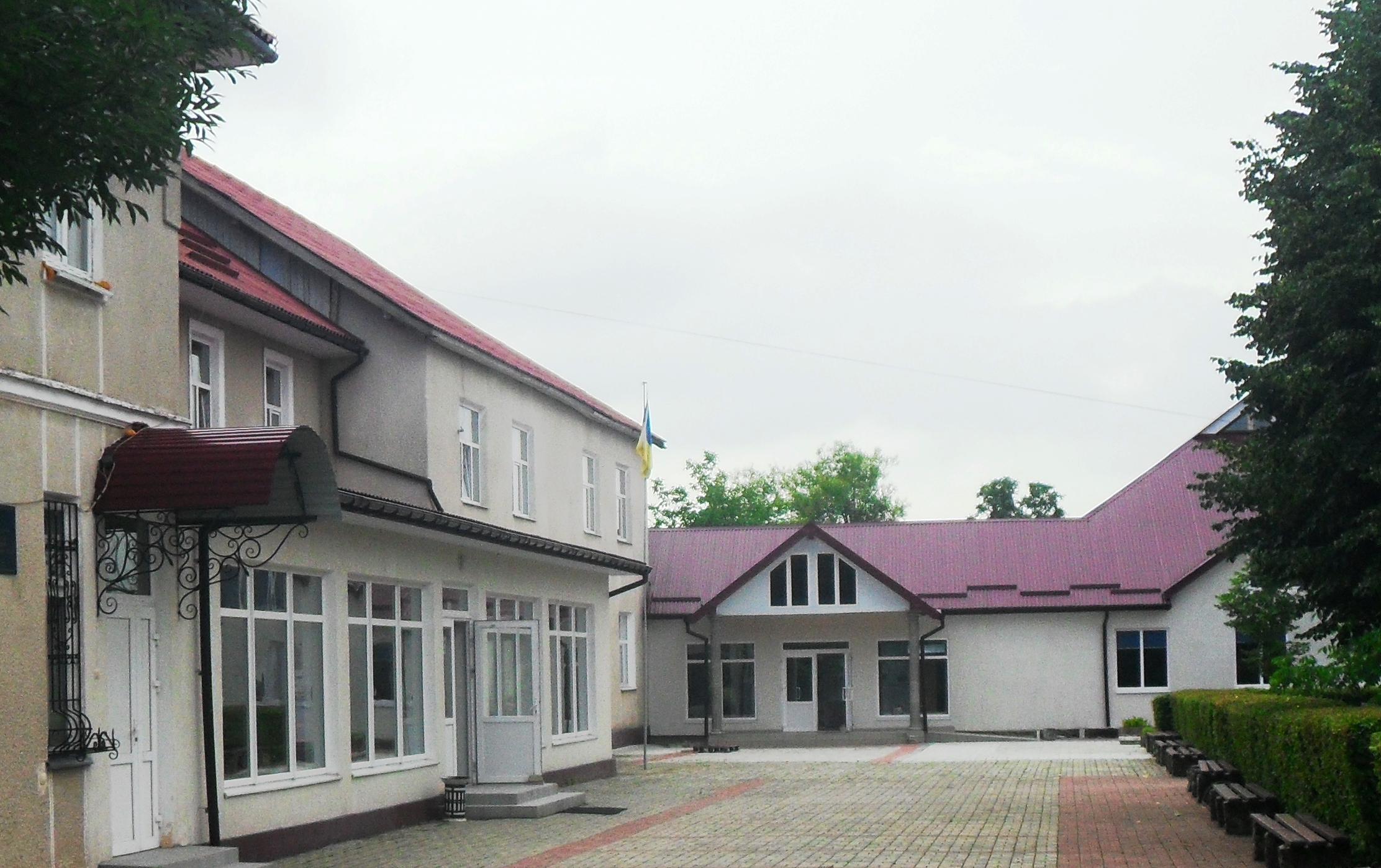
Навчальний корпус № 1 Брошнівського професійного лісопромислового ліцею

## Історія

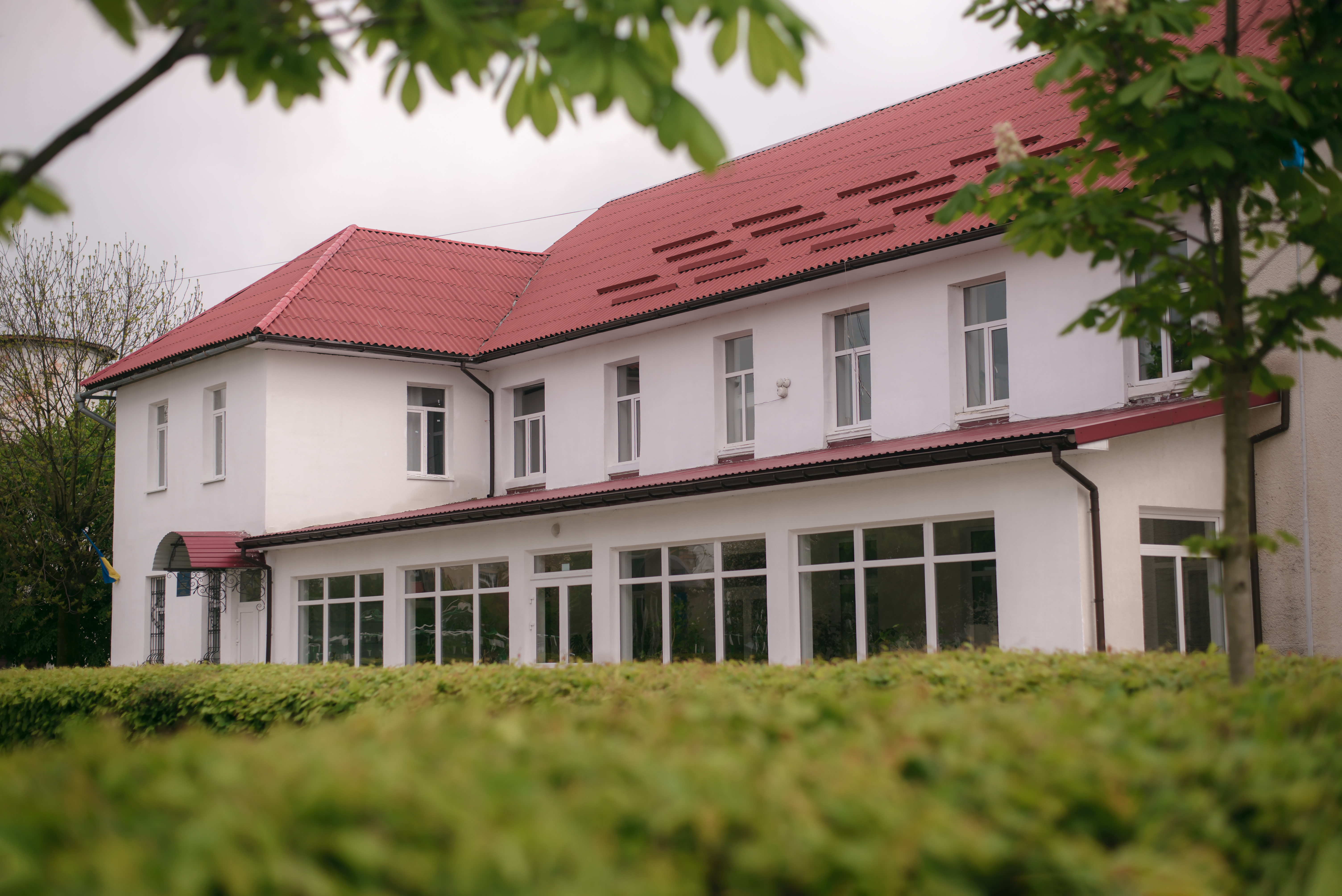
Брошнівський професійний лісопромисловий ліцей

Брошнівське професійно-технічне училище № 9 створено згідно з наказом № 18 лісокомбінату «Осмолода» та Чернівецького обласного управління професійно-технічної освіти від 5 травня 1945 року. Згідно з постановою Укрпромради № 60 від 2 лютого 1960 року навчальний заклад мав назву Брошнівське ремісниче училище № 5. Наказом начальника Чернівецького міжобласного управління професійно-технічної освіти від 3 липня 1962 року Брошнівське ремісниче училище № 5 було перейменоване в Брошнівське міське будівельне професійно-технічне училище № 5, а наказом від серпня 1963 року — в Брошнівське міське професійно-технічне училище № 11.У 1967 році закінчено будівництво клубу, в 1968—1969 роках добудовано спортзал, навчальний корпус. Збудовано майстерні, гуртожитки на 512 місць. В одному з них розмістилася бібліотека з читальним залом.
В 1975 році Брошнівське міське професійно-технічне училище № 11 перейменовано в Брошнівське середнє професійно-технічне училище № 9, а в 1994 році — в Брошнівське ПТУ № 9.
З 1 вересня 1995 року в училищі розпочато підготовку робітників нових професій, а саме: бухгалтер сільськогосподарського виробництва; кравець; статистик; обліковець (реєстрація бухгалтерських даних).
З 1 вересня 1999 року розпочато підготовку нових професій у відповідності до нового переліку професій, а саме:
- столяр будівельник, паркетник;
- столяр будівельник, тесляр;
- штукатур; лицювальник-плиточник; маляр;
- муляр; монтажник з монтажу сталевих і залізобетонних конструкцій; електрозварник ручного зварювання;
- муляр;
- кравець;
- обліковець (реєстрація бухгалтерських даних);
- кухар-кондитер.

З 1 вересня 2001 року введена в експлуатацію нова їдальня, побудована власними силами.
З 1 вересня 2003 року в ліцеї розпочато підготовку робітників нової професії, а саме: перукар.
З 10.10.2003 року Брошнівське ПТУ № 9 реорганізовано в Брошнівський професійний лісопромисловий ліцей.

## Професії
- Столяр будівельний, верстатник деревообробних верстатів
- Електрозварник ручного зварювання, коваль ручного кування
- Штукатур, лицювальник-плиточник, маляр
- Обліковець з реєстрації бухгалтерських даних, секретар керівника (організації, підприємства, установи)
- Кухар, кондитер
- Кухар, офіціант
- Перукар (перукар-модельєр)
- Слюсар з ремонту автомобілів, рихтувальник кузовів
- Продавець продовольчих товарів, контролер-касир